# Hidden Stash 5: Bong Loads & B-Sides
Hidden Stash 5: Bong Loads & B-Sides — компіляція американського реп-рок гурту Kottonmouth Kings, видана лейблом Subnoize Records 8 листопада 2011 р. Деякі версії релізу містять бонусний DVD з кліпами, відеожартами тощо. На відміну від двох попередніх компіляцій із серії «Hidden Stash», до Hidden Stash 5: Bong Loads & B-Sides не потрапили пісні інших виконавців, записані з участю членів гурту.
Мастеринг: Том Бейкер. Виконавчі продюсери: Daddy X, Кевін Зінґер. Фотограф: Брендон Тернер. Ілюстрації: Еммі Форбс. Додатковий продакшн: Стів Денґ, Патрік Шевелін, Джим Перкінс. Зведення: Майк Кумаґай, Патрік Шевелін.

## Список пісень
1. «Rise Above» — 4:05
2. «Boom Clap Sound» (з участю Chris Webby) — 5:17
3. «Dead 'N' Gone» — 4:16
4. «Life for Me» — 5:23
5. «Down 4 Life (Smash Remix)» — 4:50
6. «Back in Cali» — 4:32
7. «Kalifornia (West Coast Remix)» — 4:06
8. «Legalize It» — 5:36
9. «All I Need (Supersonic Remix)» — 3:45
10. «Party Monster (After Hour Mix)» — 5:04
11. «Soon Come» — 4:49
12. «Reefer Madness (Smoked Out Mix)» — 4:29
13. «New World Stoners» — 4:43
14. «Enjoy the Ride» — 3:35
15. «Cruizin' (Sunsplash Remix)» — 4:08
16. «Summertime» — 3:28
17. «Life Is Beautiful» — 4:26

### DVD
1. «Stonetown Intro»
2. «Pot Shot #1»
3. «Love Lost»
4. «Pot Shot #2»
5. «Cruisin'»
6. «Pot Shot #3»
7. «Boom Clap Sound»
8. «Pot Shot #4»
9. «My Garden»
10. «Pot Shot #5»
11. «Reefer Madness»
12. «Pot Shot #6»
13. «Mushrooms»
14. «D Iz Who I B»
15. «At It Again»
16. «Amerika's Most Busted Part 1»
17. «Great When You're High»
18. «KMK Live Bust»
19. «No Cops»
20. «Amerika's Most Busted Part 2»
21. «Stomp/Rampage»
22. «Defy Gravity»
23. «Party Girls»
24. «Pack Your Bowls»
25. «Suffocation»
26. «Say Goodbye (Tangerine Sky)»
27. Бонус: «Blue Skies» — 30 хв.
28. Бонус: Трейлер «Underground Revolution»